# Grevillea hookeriana
Grevillea hookeriana är en tvåhjärtbladig växtart. Grevillea hookeriana ingår i släktet Grevillea och familjen Proteaceae.

## Underarter
Arten delas in i följande underarter:
- G. h. apiciloba
- G. h. digitata
- G. h. hookeriana